# 蔚藍海岸國家公園
蔚藍海岸國家公園（Parc national des Calanques，一译卡兰古斯国家公园）是法國的一處國家公園，成立於2012年，位于罗讷河口省普罗旺斯艾克斯都会区的卡兰奎斯。它是欧洲第一个同时具有陆地和海洋特色的城市周边国家公园。
蔚藍海岸國家公園面積520 km2（201 sq mi），其中85 km2（33 sq mi）是陸地面積，剩餘部分是海洋面積。

## 外部連結
- Official website （页面存档备份，存于）